# Montreuil-en-Auge
Pour les articles homonymes, voir Montreuil.
Montreuil-en-Auge est une commune française, située dans le département du Calvados en région Normandie, peuplée de 65 habitants.

## Géographie
| Léaupartie | La Roque-Baignard |                   |
| Cambremer  | Montreuil-en-Auge | Manerbe           |
| Cambremer  | Cambremer         | Saint-Ouen-le-Pin |

### Hydrographie
La commune est située dans le bassin Seine-Normandie. Elle est drainée par le Grandouet, le ruisseau de Montreuil, le ruisseau du Val Richer et le fossé 01 de Marinière,,.

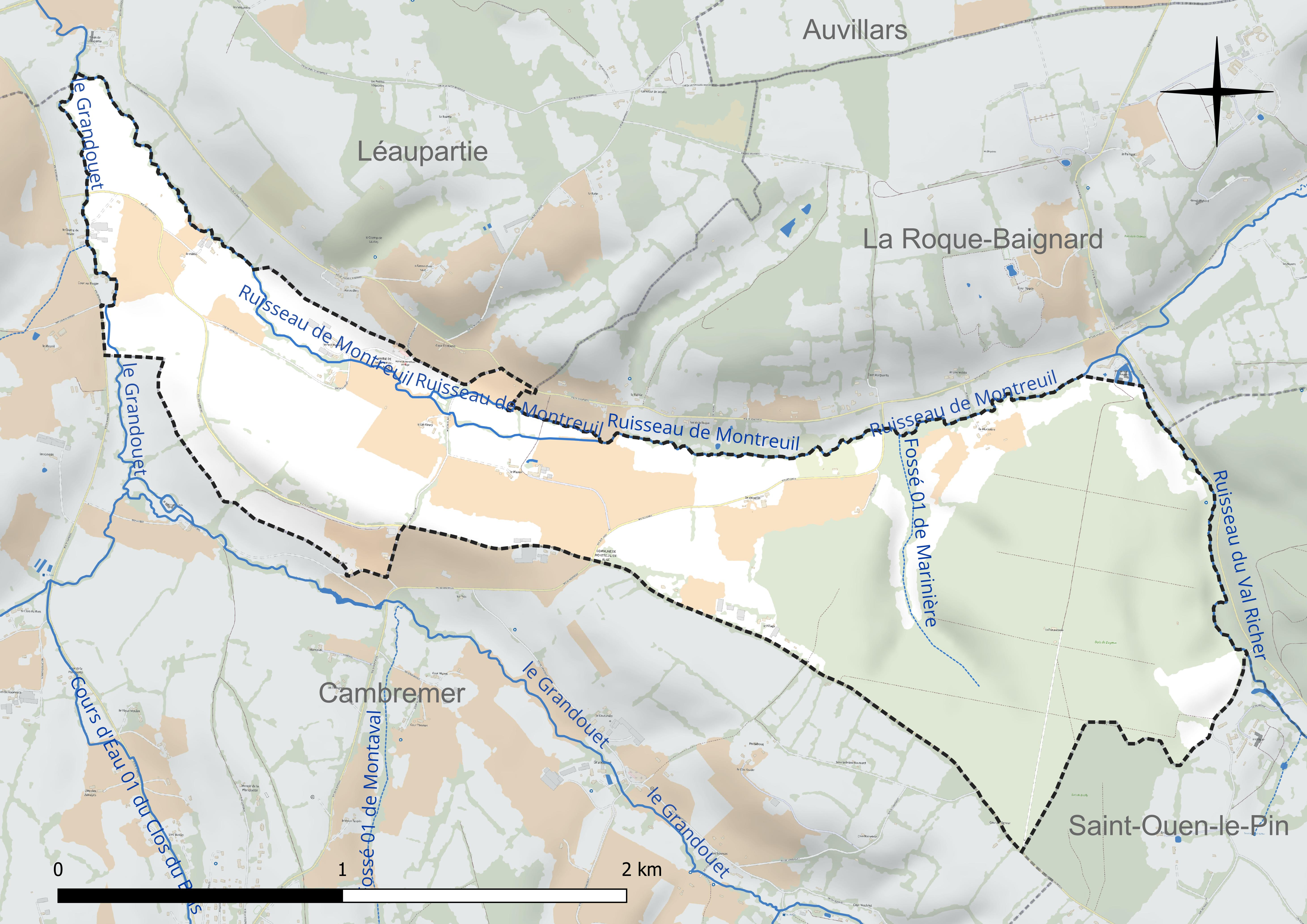
Réseau hydrographique de Montreuil-en-Auge.

### Climat
Pour des articles plus généraux, voir Climat de la Normandie et Climat du Calvados.
En 2010, le climat de la commune est de type climat océanique franc, selon une étude du CNRS s'appuyant sur une série de données couvrant la période 1971-2000. En 2020, Météo-France publie une typologie des climats de la France métropolitaine dans laquelle la commune est exposée à un climat océanique et est dans la région climatique  Normandie (Cotentin, Orne), caractérisée par une pluviométrie relativement élevée (850 mm/a) et un été frais (15,5 °C) et venté.
Pour la période 1971-2000, la température annuelle moyenne est de 10,6 °C, avec une amplitude thermique annuelle de 13,1 °C. Le cumul annuel moyen de précipitations est de 797 mm, avec 12,5 jours de précipitations en janvier et 8,2 jours en juillet. Pour la période 1991-2020, la température moyenne annuelle observée sur la station météorologique la plus proche, située sur la commune de Lisieux à 13 km à vol d'oiseau, est de 11,7 °C et le cumul annuel moyen de précipitations est de 881,4 mm,. Pour l'avenir, les paramètres climatiques de la commune estimés pour 2050 selon différents scénarios d'émission de gaz à effet de serre sont consultables sur un site dédié publié par Météo-France en novembre 2022.

## Urbanisme

### Typologie
Au 1er janvier 2024, Montreuil-en-Auge est catégorisée commune rurale à habitat très dispersé, selon la nouvelle grille communale de densité à 7 niveaux définie par l'Insee en 2022. Elle est située hors unité urbaine. Par ailleurs la commune fait partie de l'aire d'attraction de Lisieux, dont elle est une commune de la couronne,. Cette aire, qui regroupe 57 communes, est catégorisée dans les aires de 50 000 à moins de 200 000 habitants,.

### Occupation des sols
L'occupation des sols de la commune, telle qu'elle ressort de la base de données européenne d'occupation biophysique des sols Corine Land Cover (CLC), est marquée par l'importance des territoires agricoles (58,8 % en 2018), une proportion identique à celle de 1990 (58,8 %). La répartition détaillée en 2018 est la suivante : prairies (56,7 %), forêts (41,2 %), zones agricoles hétérogènes (1,2 %), terres arables (0,8 %). L'évolution de l'occupation des sols de la commune et de ses infrastructures peut être observée sur les différentes représentations cartographiques du territoire : la carte de Cassini (XVIIIe siècle), la carte d'état-major (1820-1866) et les cartes ou photos aériennes de l'IGN pour la période actuelle (1950 à aujourd'hui).

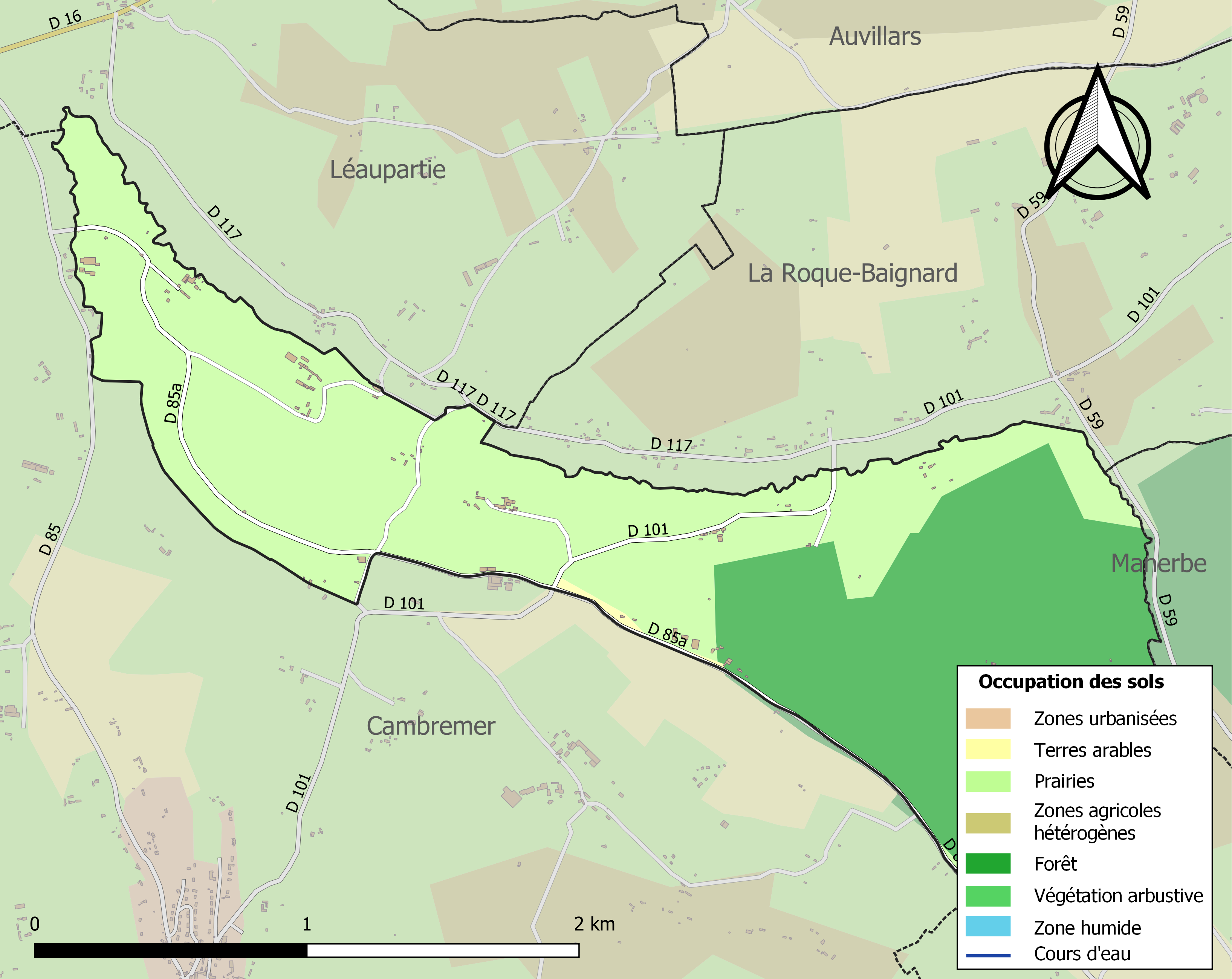
Carte des infrastructures et de l'occupation des sols de la commune en 2018 (CLC).

## Toponymie
Le nom de la localité est attesté sous les formes Multerol (à lire *Musterol) en 1035 et 1037, Moustereul et Mousterol vers 1232, Monasteriolum et Monsteriolum au XIVe siècle, Montreuil l'Argilier au XVIe siècle.
« Montreuil-en-Auge n 'a possédé jadis qu 'une petite église ; c'est pourquoi cette paroisse n'a pas eu droit, dans sa dénomination latine, à un monasterium, mais seulement à un monasteriolus, qui signifie « petite église », qui a donné en français la forme montreuil. ».
Le pays d'Auge est une région naturelle et traditionnelle de Normandie.

## Politique et administration
| Période                                  | Période   | Identité       | Étiquette | Qualité                                                                                                |
| ---------------------------------------- | --------- | -------------- | --------- | --- |
| 1983                                     | mars 2008 | Gérard Charles | SE        | |
| mars 2008                                | En cours  | Xavier Charles | UDI       | Étudiant, président de la communauté de communes Conseiller général du canton de Cambremer (2011-2015) |
| Les données manquantes sont à compléter. |           |                |           | |

Le nombre d'habitants, au dernier recensement, étant compris entre 0 et 99 , le nombre de membres du conseil municipal est de 7.

## Démographie
L'évolution du nombre d'habitants est connue à travers les recensements de la population effectués dans la commune depuis 1793. Pour les communes de moins de 10 000 habitants, une enquête de recensement portant sur toute la population est réalisée tous les cinq ans, les populations de référence des années intermédiaires étant quant à elles estimées par interpolation ou extrapolation. Pour la commune, le premier recensement exhaustif entrant dans le cadre du nouveau dispositif a été réalisé en 2007.
En 2022, la commune comptait 65 habitants, en évolution de +18,18 % par rapport à 2016 (Calvados : +1,58 %, France hors Mayotte : +2,11 %).
| 1793 | 1800 | 1806 | 1821 | 1831 | 1836 | 1841 | 1846 | 1851 |
| ---- | ---- | ---- | ---- | ---- | ---- | ---- | ---- | ---- |
| 193  | 179  | 190  | 151  | 139  | 128  | 125  | 122  | 136  |

| 1856 | 1861 | 1866 | 1872 | 1876 | 1881 | 1886 | 1891 | 1896 |
| ---- | ---- | ---- | ---- | ---- | ---- | ---- | ---- | ---- |
| 105  | 86   | 94   | 87   | 90   | 90   | 79   | 72   | 71   |

| 1901 | 1906 | 1911 | 1921 | 1926 | 1931 | 1936 | 1946 | 1954 |
| ---- | ---- | ---- | ---- | ---- | ---- | ---- | ---- | ---- |
| 71   | 61   | 62   | 64   | 63   | 77   | 61   | 73   | 55   |

| 1962 | 1968 | 1975 | 1982 | 1990 | 1999 | 2006 | 2007 | 2012 |
| ---- | ---- | ---- | ---- | ---- | ---- | ---- | ---- | ---- |
| 58   | 51   | 40   | 42   | 42   | 53   | 49   | 48   | 51   |

| 2017 | 2022 | - | - | - | - | - | - | - |
| ---- | ---- | - | - | - | - | - | - | - |
| 57   | 65   | - | - | - | - | - | - | - |

## Lieux et monuments
- Mottes castrales jumelles avec fossés[26].
- Manoir de la Morinière. L'édifice se présente sous la forme d'un haut logis peut être du XVe siècle, agrandi au XVIe siècle d'un appendice dont l'étage est en colombages et qui a été percé au XVIIIe siècle de grandes fenêtres[27].
- Église Saint-Roch, datée des XIe – XIIe siècles. Elle est d'abord placée sous le patronage de sainte Marie-Madeleine, puis de Notre-Dame de l'Annonciation. Elle prend le vocable de Saint-Roch à la suite d'épidémies, peut-être aux XVIe – XVIIe siècles. Saint Roch est effet un saint souvent évoqué pour lutter contre les épidémies[28].